# Dillon Phillips
Dillon Phillips (Londra, 11 giugno 1995) è un calciatore inglese, portiere del Hull City.

## Carriera

### Club

#### Esordi
Phillips entra nelle giovanili del Charlton quando aveva 8 anni, con cui firma il primo contratto professionale nell'estate del 2013. Successivamente si trasferisce in prestito al Cheltenham Town. Contribuisce alla promozione del Cheltenham mantenendo dieci reti inviolate in 26 partite.

#### Charlton
Una volta terminato il prestito ritorna al Charlton dove gioca con continuità solo nelle ultime 2 stagioni, contribuendo alla promozione in Championship al termine della stagione 2018-2019.

#### Cardiff City
Dopo aver giocato titolare in Championship con la maglia del Charlton per tutta la stagione 2019-2020 decide di trasferirsi al Cardiff City.

## Statistiche

### Presenze e reti nei club
Statistiche aggiornate al 12 agosto 2025.
| Stagione             | Squadra              | Campionato           | Campionato | Campionato | Coppe nazionali | Coppe nazionali | Coppe nazionali | Coppe continentali | Coppe continentali | Coppe continentali | Altre coppe | Altre coppe | Altre coppe | Totale | Totale |
| Stagione             | Squadra              | Comp                 | Pres       | Reti       | Comp            | Pres            | Reti            | Comp               | Pres               | Reti               | Comp        | Pres        | Reti        | Pres   | Reti   |
| -------------------- | -------------------- | -------------------- | ---------- | ---------- | --------------- | --------------- | --------------- | ------------------ | ------------------ | ------------------ | ----------- | ----------- | ----------- | ------ | ------ |
| 2013-2014            | Charlton             | FLC                  | 0          | 0          | FACup+CdL       | 0               | 0               | -                  | -                  | -                  | -           | -           | -           | 0      | 0      |
| 2014-2015            | Charlton             | FLC                  | 0          | 0          | FACup+CdL       | 0               | 0               | -                  | -                  | -                  | -           | -           | -           | 0      | 0      |
| 2015-2016            | Cheltenham Town      | NL                   | 36         | -23        | FACup           | 1               | -1              | -                  | -                  | -                  | -           | -           | -           | 37     | -24    |
| 2016-2017            | Charlton             | FL1                  | 8          | -9         | FACup+CdL       | 2+3             | -3 + -3         | -                  | -                  | -                  | -           | -           | -           | 13     | -15    |
| 2017-2018            | Charlton             | FL1                  | 0          | 0          | FACup+CdL       | 0+7             | -11             | -                  | -                  | -                  | -           | -           | -           | 7      | -11    |
| 2018-2019            | Charlton             | FL1                  | 27+3       | -17 + -5   | FACup+CdL       | 3+2             | -3 + -3         | -                  | -                  | -                  | -           | -           | -           | 35     | -28    |
| 2019-2020            | Charlton             | FLC                  | 46         | -65        | FACup+CdL       | 1               | -1              | -                  | -                  | -                  | -           | -           | -           | 47     | -66    |
| Totale Charlton      | Totale Charlton      | Totale Charlton      | 81+3       | -82 + -5   |                 | 18              | -24             |                    | -                  | -                  |             | -           | -           | 102    | -111   |
| 2020-2021            | Cardiff City         | FLC                  | 16         | -13        | FACup           | 1               | -1              | -                  | -                  | -                  | -           | -           | -           | 17     | -14    |
| 2021-2022            | Cardiff City         | FLC                  | 17         | -26        | FACup           | 2               | -4              | -                  | -                  | -                  | -           | -           | -           | 19     | -30    |
| Totale Cardiff       | Totale Cardiff       | Totale Cardiff       | 33         | -39        |                 | 3               | -5              |                    | -                  | -                  |             | -           | -           | 36     | -44    |
| 2022-2023            | Ostenda              | D1                   | 12         | -31        | CB              | 2               | -3              | -                  | -                  | -                  | -           | -           | -           | 14     | -34    |
| 2023-2024            | Rotherham Utd        | FLC                  | 2          | -4         | FACup+CdL       | 0+2             | 0 + -7          | -                  | -                  | -                  | -           | -           | -           | 4      | -11    |
| 2024-2025            | Rotherham Utd        | FL1                  | 33         | -40        | FACup+CdL       | 0               | 0               | -                  | -                  | -                  | FLT         | 2           | -1          | 35     | -41    |
| Totale Rotherham Utd | Totale Rotherham Utd | Totale Rotherham Utd | 35         | -44        |                 | 2               | -7              |                    | -                  | -                  |             | 2           | -1          | 39     | -52    |
| 2025-2026            | Hull City            | FLC                  | 0          | 0          | FACup+CdL       | 0+1             | 0 + -3          | -                  | -                  | -                  | -           | -           | -           | 1      | -3     |
| Totale carriera      | Totale carriera      | Totale carriera      | 200        | -224       |                 | 27              | -43             |                    | -                  | -                  |             | 2           | -1          | 229    | -268   |

## Palmarès

### Club

#### Competizioni nazionali
- National League: 1

Cheltenham Town: 2015-2016